# Sa Barraca d'en Duran
Sa Barraca d'en Duran és una casa de Cadaqués (Alt Empordà) inclosa a l'Inventari del Patrimoni Arquitectònic de Catalunya.

## Descripció
Situada a l'extrem de la punta que tanca la Platja de S'Arenella per l'oest.
Edifici de planta rectangular format per dues crugies adossades. El cos situat al sud té la façana coronada per un capcer de contorn sinuós i esglaonat acabat en rajol, que amaga la coberta plana sobre l'embigat. Presenta una porta senzilla i dues petites fornícules, on hi havia hagut una imatge. Adossada a la cara nord, es va construir una segona crugia o barraca de dimensions semblants, formant ambdues un sol conjunt d'edificació. La coberta és d'una sola vessant de teula i una porta d'entrada amb arc rebaixat de maons disposats a sardinell. Ambdues crugies estan bastides amb pedra sense escairar lligades amb morter.

## Història
És quelcom popularment conegut a Cadaqués que a tots als edificis propietat de la família Duran hi figura, com una mena de distintiu, una fornícula que havia tingut la imatge d'una verge. S'atribueix aquesta mostra de devoció a una pubilla del segle passat coneguda per "la Durana".